# Babiana villosa
Babiana villosa es una especie de planta fanerógama de la familia Iridaceae. Es un endemismo de la Provincia del Cabo en Sudáfrica.

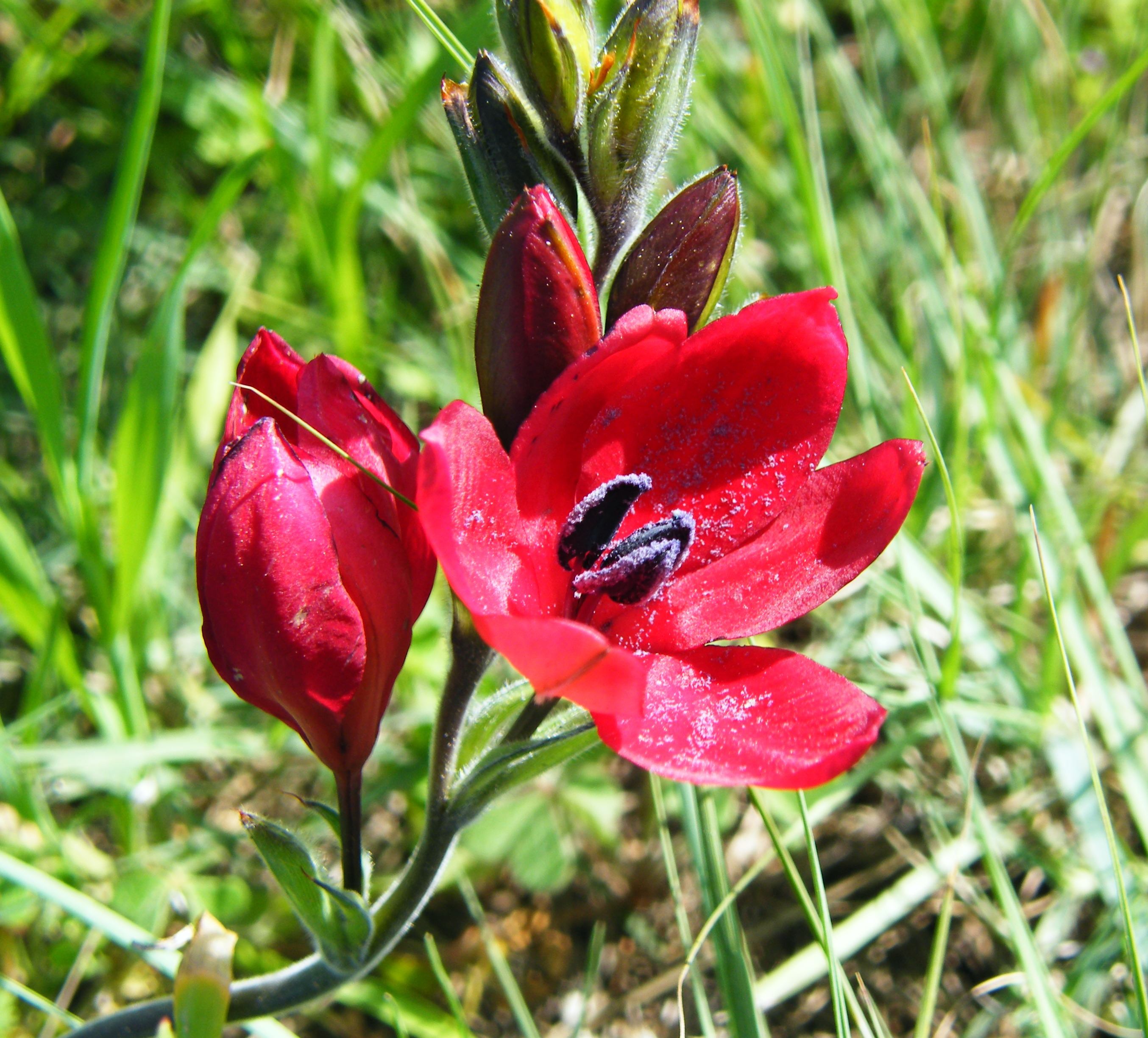
Vista de la flor

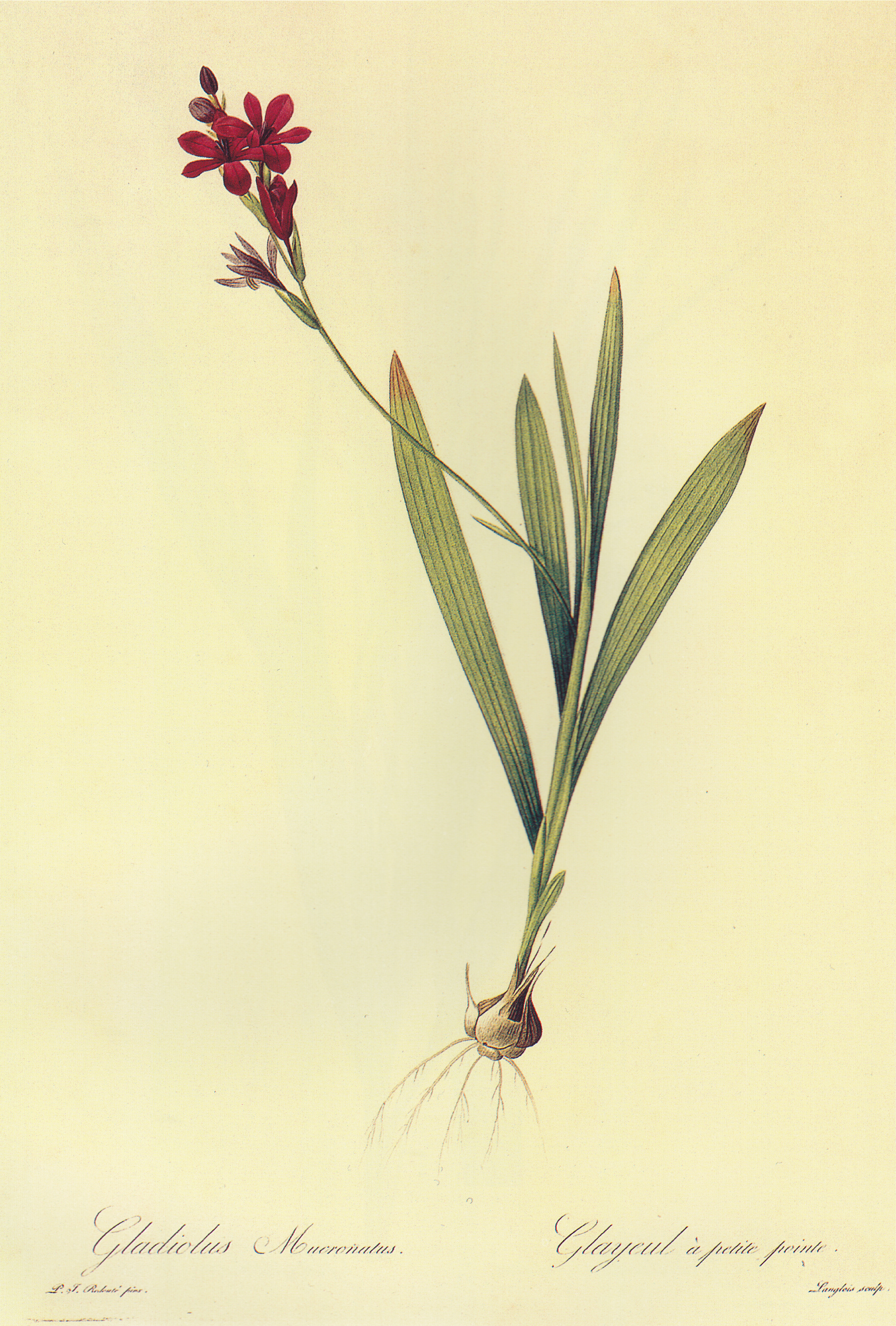
Ilustración

## Descripción
Es una planta perennifolia herbácea, geofita que alcanza un tamaño de 0,1 a 0,2 m de altura a una altitud de  305 - 765 metros.

## Taxonomía
Babiana villosa fue descrita por (Aiton) Ker Gawl. y publicado en Bot. Mag. 16: t. 583 1802.
Etimología
Ver: Babiana
villosa: epíteto latíno que significa "peluda"
Sinonimia
- Babiana punicea Eckl.
- Babiana rosea Eckl.
- Babiana stricta var. villosa (Aiton) Baker
- Belamcanda villosa (Aiton) Moench
- Gladiolus latifolius Lam.
- Gladiolus mucronatus DC.
- Gladiolus puniceus Vahl
- Gladiolus purpureus Vahl
- Ixia punicea Jacq.
- Ixia villosa Aiton[5]